# Friedrich II. (Zollern)
Friedrich II. (* vor 1125; † 1142/nach 1145, gefallen) war Graf von Zollern. Er wurde als kaiserlicher Parteigänger genannt.

## Leben
Er war Sohn Graf Friedrichs I. und Udilhilds von Urach-Dettingen. 
Friedrich stand im Bündnis mit Kaiser Lothar III. und in Distanz zu den Staufern. Er schloss sich diesen jedoch nach 1138 im Kampf gegen die Welfen an. 
Zu jener Zeit konnten die Grafen ihren allodialen Besitz an Territorien und Burgen in Südwestdeutschland (bis zum Rhein und Oberer Donau, am Neckar und im Elsass) erheblich erweitern. Ebenso kamen Lehen hinzu, die bald erblich wurden.

## Nachfahren
Friedrich hatte folgenden Sohn:
- Friedrich I.  (* um 1139; † um 1200), Burggraf von Nürnberg ⚭ Sophie († 1218), Tochter von Konrad II. von Raabs, Burggraf von Nürnberg